# گمینا پراشکا
گمینا پراشکا (به لهستانی:  Gmina Praszka) یک گمینا در لهستان است که در شهرستان اولسنو واقع شده‌است. گمینا پراشکا ۱۰۲٫۸ کیلومتر مربع مساحت و ۱۳٬۸۷۶ نفر جمعیت دارد.